# Петровский, Константин Остапович
Константи́н Оста́пович Петро́вский (14 апреля 1907, с. Ленино, ныне Кривоозёрский район, Николаевская область — 26 июля 1991, Львов) — советский офицер-танкист, в годы Великой Отечественной войны командир 159-й танковой бригады 1-го танкового корпуса 3-го Белорусского фронта. Герой Советского Союза (19.04.1945). Генерал-майор танковых войск (11.07.1945)

## Биография
Родился 14 апреля 1907 года в крестьянской семье. Украинец. После окончания средней школы работал секретарём сельского совета.
В Красной Армии с декабря 1929 года. В 1933 году окончил Киевское военно-пехотное училище, в 1937 году — автобронетанковые курсы. В сентябре 1939 года участвовал в освободительном походе Красной Армии в Западную Украину. К началу Великой Отечественной войны занимал должность заместителя командира 3-го мотоциклетного полка по политчасти 4-го механизированного корпуса в Киевском особом военном округе (Львов), имел воинское звание батальонный комиссар.
На фронтах Великой Отечественной войны с 22 июня 1941 года.
В ноябре 1942 года К. О. Петровский занимал должность заместителя командира по политчасти 117-й танковой бригады 1-го танкового корпуса 5-й танковой армии Донского фронта. Бригада была введена в бой 19 ноября 1942 года в ходе наступательного этапа Сталинградской битвы. К 26 ноября, прорвав оборону противника, бригада продвинулась более чем на 100 километров. В ходе наступления были уничтожены и захвачены 41 танк, 125 орудий, 1208 автомобилей, уничтожено свыше 1000 солдат врага и до 500 взято в плен. За личное мужество и отвагу, проявленные в ходе этой операции, К. О. Петровский представлялся в званию Героя Советского Союза, но командующим армией награда была заменена на орден Красного Знамени.
С 7 октября 1944 года до конца войны командовал 159-й танковой бригадой 1-го танкового корпуса 3-го Белорусского фронта. Участвовал в Прибалтийской и Восточно-Прусской наступательных операциях. С 16 по 20 января 1945 года в ходе Восточно-Прусской наступательной операции полковник К. О. Петровский организовал прорыв глубокоэшелонированной обороны врага и форсирование реки Инстер в районе современного села Большаково Славского района Калининградской области.
Танкисты 159-й танковой бригады под командованием К. О. Петровского заняли с боями все северные районы города-крепости Кёнигсберг при её штурме 6-9 апреля 1945 года.
Указом Президиума Верховного Совета СССР от 19 апреля 1945 года за выдающиеся мужество и героизм, проявленные при выполнении заданий командования на фронте борьбы с немецко-фашистскими захватчиками, полковнику Петровскому Константину Остаповичу присвоено звание Героя Советского Союза с вручением ордена Ленина и медали «Золотая Звезда» под номером № 7200.
После войны продолжил службу в Советской Армии. Занимал должности начальника штаба танковой дивизии в Особом военном округе (Кёнигсберг), командира 181-го танко-самоходного полка 24-й механизированной Железной дивизии Прикарпатского военного округа (с апреля 1947 года), заместителя командира механизированной дивизии в том же округе (1948), начальника автотракторного управления Прикарпатского военного округа (с 1948 года).
С 1961 года генерал-майор танковых войск К. О. Петровский — в запасе. Жил в городе Львов (Украина). Умер 26 июля 1991 года. Похоронен на Голосковском кладбище во Львове.

## Награды и звания
- Герой Советского Союза (19.04.1945)
- Два ордена Ленина (19.04.1945, 5.11.1954)
- Три ордена Красного Знамени (28.08.1942, 22.02.1943, 15.11.1950)
- Орден Суворова II степени (26.07.1944)
- Орден Кутузова II степени (2.01.1945)
- Орден Александра Невского (30.09.1943)
- Два ордена Отечественной войны I степени (7.09.1943, 11.03.1985)
- Орден Красной Звезды
- Медаль «За оборону Сталинграда»[1]
- Медаль «За оборону Москвы»[2]
- Медаль «За победу над Германией в Великой Отечественной войне 1941—1945 гг.»[3]
- Медаль «За взятие Кёнигсберга»[4]
- Другие медали СССР

## Память
Надгробный памятник на Голосковском кладбище во Львове.